# Pilocrocis pterygodia
Pilocrocis pterygodia là một loài bướm đêm trong họ Crambidae.